# Acrymia ajugiflora
Acrymia ajugiflora je rostlina z čeledi hluchavkovitých. Je to jediný druh rodu Acrymia. Je to plazivý polokeř s drobnými žlutavými květy ve vrcholičnatých květenstvích. Vyskytuje se jako endemit pouze v pevninské části Malajsie. Je to v přírodě vzácná a po stránce morfologie unikátní rostlina.

## Popis
Acrymia ajugiflora je nízký, plazivý polokeř. Stonek je měkce dřevnatý, poléhavý a kořenující. Listy jsou jednoduché, vstřícné, řapíkaté, eliptické. Květy bílé až bledě žluté, drobné, uspořádané v mnohokvětých, dlouze stopkatých, úžlabních, složených vrcholících. Kalich je zvonkovitý, zakončený 5 zuby. Koruna lehce přesahuje kalich a je dvoupyská. Pysk koruny je bledě žlutý, korunní trubka tmavě červená. Tyčinky jsou 4 a vyčnívají z květů. Blizna je krátce dvouklaná. Plodem je oříšek.

## Rozšíření
Druh se vyskytuje jako endemit výhradně na Malajském poloostrově. Je to vzácná rostlina. Roste na písčitých půdách v podrostu dvojkřídláčového lesa na úpatí křemencových horských masívů.

## Taxonomie
Rod Acrymia je v rámci hluchavkovitých unikátní. Růstovou formou připomíná rod Gomphostemma, struktura květní koruny připomíná zběhovec (Ajuga), zatímco architektura květenství a plody odpovídají rodu Cymaria.